# Кубок Австрії з футболу 1981—1982
Кубок Австрії з футболу 1981–1982 — 48-й розіграш кубкового футбольного турніру в Австрії. Титул здобула Аустрія (Відень).

## Календар
| Раунд        | Дата                     | Матчі | Клуби   |
| ------------ | ------------------------ | ----- | ------- |
| Перший раунд | 6-8 серпня 1981          | 22    | 54 → 32 |
| 1/16 фіналу  | 14-19 серпня 1981        | 16    | 32 → 16 |
| 1/8 фіналу   | 1-3 вересня 1981         | 8     | 16 → 8  |
| 1/4 фіналу   | 16-30 березня 1982       | 4     | 8 → 4   |
| 1/2 фіналу   | 13 квітня 1982           | 2     | 4 → 2   |
| Фінал        | 20 квітня/12 травня 1982 | 2     | 2 → 1   |

## Перший раунд
| Команда 1              | Рахунок      | Команда 2                |
| ---------------------- | ------------ | ------------------------ |
| 6-8 серпня 1981        |              |                          |
| Аніф (3)               | 1:5          | АШК Зальцбург (2)        |
| Целль-ам-Зее (3)       | 0:3          | Тамшвег (3)              |
| Філлахер (2)           | 1:1 пен. 5:4 | Зальцбургер 1914 (2)     |
| Капфенберг (2)         | 2:1          | Флавія Солва (2)         |
| Кремсер (4)            | 1:2          | Фаворітнер (2)           |
| Швехат (4)             | 3:2 дч       | Штоккерау (4)            |
| Баденер (3)            | 1:3 дч       | Вінер-Нойштадт (4)       |
| Хемі (Лінц) (4)        | 2:0          | ШКА Санкт-Файт (4)       |
| Рапід (Лієнц) (4)      | 0:1          | Уніон Вельс (2)          |
| Гмюнден (4)            | 3:4          | ШФ Санкт-Файт (2)        |
| Терль (4)              | 2:1          | Уніон Фекламаркт (4)     |
| Ваттенс (Тіроль) (3)   | 2:1 дч       | Швац (3)                 |
| Фельдкірхен (4)        | 0:0 пен. 4:3 | Аустрія (Клагенфурт) (2) |
| Аустрія (Лустенау) (3) | 0:2          | ШПГ Інсбрук (2)          |
| Фойтсберг (3)          | 1:0          | Донавіц (Леобен) (2)     |
| Маттерсбург (4)        | 0:4          | Ферст Вієнна (2)         |
| Кундль (3)             | 1:3          | Адміра Дорнібрн (3)      |
| Нойберг (4)            | 1:2          | Оберварт (4)             |
| Зіммерингер (2)        | 2:0          | Нойзідль (2)             |
| Донауфельд (3)         | 0:6          | Айзенштадт (2)           |
| Вольфсбергер (2)       | 0:2          | Шпітталь (3)             |
| Дорнбірн/Брегенц (4)   | 0:1          | Брегенц/Дорнбірн (3)     |

## 1/16 фіналу
| Команда 1            | Рахунок      | Команда 2            |
| -------------------- | ------------ | -------------------- |
| 14 серпня 1981       |              |                      |
| Фаворітнер (2)       | 1:0          | Швехат (4)           |
| ШПГ Інсбрук (2)      | 1:1 пен. 3:4 | Ваттенс (Тіроль) (3) |
| 15 серпня 1981       |              |                      |
| АШК Зальцбург (2)    | 0:1          | Адміра Дорнібрн (3)  |
| Фойтсберг (3)        | 1:0          | Фельдкірхен (4)      |
| Шпітталь (3)         | 3:0          | Хемі (Лінц) (4)      |
| Уніон Вельс (2)      | 1:2          | Вінер-Нойштадт (4)   |
| 18 серпня 1981       |              |                      |
| Тамшвег (3)          | 0:3          | Аустрія (Зальцбург)  |
| ШФ Санкт-Файт (2)    | 1:3          | Штурм                |
| Філлахер (2)         | 0:2          | ЛАСК Лінц            |
| Капфенберг (2)       | 1:2          | Грацер               |
| Терль (4)            | 0:4          | ФОЕСТ (Лінц)         |
| Брегенц/Дорнбірн (3) | 0:1          | Ваккер (Інсбрук)     |
| Айзенштадт (2)       | 1:0          | Вінер Шпорт-Клуб     |
| Ферст Вієнна (2)     | 1:3 дч       | Адміра/Ваккер        |
| 19 серпня 1981       |              |                      |
| Зіммерингер (2)      | 1:2          | Рапід (Відень)       |
| Оберварт (4)         | 1:7          | Аустрія (Відень)     |

## 1/8 фіналу
| Команда 1           | Рахунок      | Команда 2            |
| ------------------- | ------------ | -------------------- |
| 1 вересня 1981      |              |                      |
| Аустрія (Зальцбург) | 1:0          | Шпітталь (3)         |
| ФОЕСТ (Лінц)        | 5:0          | Фаворітнер (2)       |
| Айзенштадт (2)      | 5:3          | Ваттенс (Тіроль) (3) |
| Ваккер (Інсбрук)    | 4:0          | Адміра Дорнібрн (3)  |
| Грацер              | 10:0         | Фойтсберг (3)        |
| 2 вересня 1981      |              |                      |
| Штурм               | 4:0          | Вінер-Нойштадт (4)   |
| Адміра/Ваккер       | 3:3 пен. 3:5 | ЛАСК Лінц            |
| 3 вересня 1981      |              |                      |
| Аустрія (Відень)    | 2:1          | Рапід (Відень)       |

## 1/4 фіналу
| Команда 1        | Рахунок | Команда 2           |
| ---------------- | ------- | ------------------- |
| 16 березня 1982  |         |                     |
| ЛАСК Лінц        | 0:2     | Аустрія (Відень)    |
| Грацер           | 1:0     | ФОЕСТ (Лінц)        |
| 30 березня 1982  |         |                     |
| Штурм            | 4:1     | Аустрія (Зальцбург) |
| Ваккер (Інсбрук) | 1:0     | Айзенштадт (2)      |

## 1/2 фіналу
| Команда 1        | Рахунок      | Команда 2 |
| ---------------- | ------------ | --------- |
| 13 квітня 1982   |              |           |
| Аустрія (Відень) | 1:1 пен. 6:5 | Грацер    |
| Ваккер (Інсбрук) | 2:1          | Штурм     |

## Фінал
| Команда 1                | Заг. | Команда 2        | 1-й матч | 2-й матч |
| ------------------------ | ---- | ---------------- | -------- | -------- |
| 20 квітня/12 травня 1982 |      |                  |          |          |
| Ваккер (Інсбрук)         | 1:4  | Аустрія (Відень) | 0:1      | 1:3      |

### Перший матч
| 20 квітня 1982 |

| Ваккер (Інсбрук) | 0:1      | Аустрія (Відень) |
| ---------------- | -------- | ---------------- |
|                  | Протокол | Цах 90'          |

| Тіволі, Інсбрук Глядачів: 14 000 Арбітр: Адольф Матіас |

### Повторний матч
| 12 травня 1982 |

| Аустрія (Відень)                     | 3:1      | Ваккер (Інсбрук) |
| ------------------------------------ | -------- | ---------------- |
| Н'Гобе 52' Баумайстер 69' Петков 71' | Протокол | Гресс 39'        |

| Горр-Штадіон, Відень Глядачів: 5 800 Арбітр: Горст Бруммаєр |